# Věchi
Věchi. Sborník článků o ruské inteligenci (orig. Вехи, Milníky) je ruský sborník, který vyšel v Moskvě roku 1909 jako soubor článků nejvýznamnějších představitelů ruského myšlení té doby. Věchi byly jakýmsi manifestem, který vycházel ze zkušenosti první ruské revoluce.

## Autoři a obsah
Sborník napsali Nikolaj Berďajev, Bulgakov, Alexandr Izgojev, Bogdan Kisťakovskij, Struve a Frank. Vydavatelem a iniciátorem sborníku byl filozof a historik ruského myšlení Michail Geršenzon, který byl rovněž autorem předmluvy. Český překlad sborníku, pořízený podle druhého vydání, tuto Geršenzonovu předmluvu neobsahuje. V ní interpretuje Geršenzon revoluční události z let 1905–1906 jako „celonárodní prověřku hodnot, které byly více než půl století uctívány jako nejvyšší svátost.“ — Michail Geršenzon   Tvrdí, že neúspěch revoluce „hluboce otřásl celou masou inteligence a vyvolal v ní potřebu prověřit samotné základy vlastního tradičního světonázoru, v nějž dosud slepě věřila.“ — Michail Geršenzon   Společnou platformou autorů sborníku, kteří se k takové prověřce odhodlali, je pak podle Geršenzona „uznání teoretického a praktického prvenství duchovního života před vnějšími sociálními formami.“ — Michail Geršenzon  
Věchi obsahují většinou rozchod s marxismem a se sociální demokracií; heslo „od marxismu k idealismu“ stává se odsouzením revoluce, ba i politiky. Revoluce z let 1905–06 a následující události byly zkušebním kamenem duchovních základů inteligence a tyto základy, hodnoty, jichž si inteligence vážila více než půl století, ukázaly se úplně nesprávnými. Autoři Věchů se zříkají dřívějšího názoru světového – „světového názoru inteligentského“: ruská inteligence se musí z vnějšího života uchýlit do života vnitřního. Tato sbírka je útokem proti ateismu inteligence, která se pro svou povrchnost zřekla ruské křesťanské tradice. Věchovští bohohledači tvrdili, že materialismus a ateismus jsou jevy přenesené do Ruska ze západní Evropy, že jsou cizí světovému názoru ruského národa. Proti marxismu a proti materialismu revolučních demokratů stavěli věchovci idealismus a mystiku slavjanofilů, Vladimira Solovjova, Nikolaje Losského, Lva Lopatina aj. Pavel Miljukov však ukázal zcela správně, že náboženský vývoj v Rusku byl podporován vlivem západních idejí. Miljukov se snažil dokázat, že nelze obviňovat intelektuály z bezbožnosti, protistátnosti a kosmopolitismu. Sám přitom ale přiznává, že se intelektuálové, které vláda z politického života odstranila, vyznačovali závažnými nedostatky.
Autoři Věchů uvádějí své duchovní otce a učitele; jsou to: Petr Čaadajev, Solovjov, Dostojevskij, Alexej Chomjakov, Kozlov, Sergej Nikolajevič Trubeckoj, Lev Lopatin, Nikolaj Losskij a Viktor Něsmělov; naproti tomu nad Bělinským, Gercenem, Černyševským, Michajlovským, Lavrovem láme se přímo hůl.

## Ohlasy
Ohlas Věchů byl překvapivý. Vyšlo mnoho odpovědí v časopisech a novinách. Objevily se dokonce i celé sborníky. Sborník Věchi byl bouřlivě diskutován, nadšeně přijímán stejně jako odmítán a napadán zleva a zprava. V kratké době se dočkal několika reedic a za pouhý první rok od prvního vydání bylo o sborníku napsáno více než dvě stě článků. T. G. Masaryk poznamenal:
| „                                               | Kniha o inteligenci dojde vždy do sluchu. Věchi, jak se říká, ťaly do živého; vydání šlo za vydáním, byla vyvolána živá diskuse; konaly se přednášky pro i kontra; všechny noviny a časopisy precizovaly své stanovisko. | “ |
| — Tomáš Garrigue Masaryk. Rusko a Evropa, sv. 2 | |   |

Proti sborníku vystoupil ve svém švýcarském exilu Vladimir Iljič Lenin. Ve stati O sborníku Věchi Lenin ukázal, že Věchi znamenají úplný rozhod kadetů s liberalismem a osvobozeneckým hnutím, se všemi jeho hlavními úkoly a starými tradicemi. Tento kadetský sborník byl podle Leninových slov „encyklopedií liberálního renegátství“, „jediným proudem reakční špíny výchrstnutým na tábor demokracie“.
Arcibiskup volyňský Antonij vítal knihu zvláštním článkem brzy potom, když vyšla. Velebí heroismus autorů, kteří se odhodlali vyzvat ruskou společnost k pokání, vyzvat ji k víře, k práci a k vědě, k spojení s lidem, k odkazů Dostojevského a slavjanofilů. Petr Struve arcibiskupovi odpověděl; poněkud později napsal také Berďajev otevřený list arcibiskupovi.
O více než šedesát let později sborník pozitivně ocenil Alexandr Solženicyn, když napsal, že pro svou „prorockou hloubku ... se i dnes zdá být jakoby seslaným z budoucnosti.“ — Alexandr Solženicyn  

## Význam
Odpůrci nalezli ve Věchách mnoho slabin. Jednotliví autoři v mnohých otázkách vzájemně si odporují, v knize se na mnohých místech nadsazuje stylisticky i věcně, teze nejsou přesně formulovány, celek činí dojem improvizace a tak dále. Všechny tyto námitky byly uznány jednotlivými autory, neboť v diskusi modifikovali a zmírnili své názory; přesto kniha zůstává velmi významnou tím, že se totiž značný počet spisovatelů v mnohém nesouhlasících shoduje v tom, že je třeba opustit cestu radikální inteligence, po níž se šlo od Bělinského a Gercena, a že je třeba se dát cestou novou, dát nový směr všemu myšlení a snažení. Věchi předkládají inteligenci problém náboženský: jednostranně politická revoluce je pochybená, právě protože může vyvolat následky jen politické, a tyto následky nemohou být žádoucí, poněvadž celý světový názor a smyšlení je pochybené. Radikální inteligence od revoluce žila v krizi a veliká otázka zněla právě, zda dosavadní cesta byla docela nesprávná, zda je skutečně třeba volit cestu zcela novou a jaká je tato nová cesta? To není zcela jasné většině autorů Věchů; právě proto dává celé knize filozofickou páteř stať Bulgakovova, neboť Bulgakov se vrací prostě k Dostojevskému a s Dostojevským k církvi. S Dostojevským Bulgakov staví proti ateistickému nihilismu víru v Boha, proti feuerbachovskému kultu člověka kult Kristův. Inteligence musí zrušit socialismus ve všech jeho formách, poněvadž je materialistický, ateistický. Bulgakov přijímá zcela a bez výhrady ideály Dostojevského, přijímá od něho také výklad soudobé ruské krize, zvláště také sebevražedné epidemie v řadách inteligence, kterou odůvodňuje ateismem.

## České překlady
- Berďajev, Nikolaj A., Bulgakov, Sergej Nikolajevič, Frank, S.L., Geršenzon, M.O., Izgojev, A.S., Kisťakovskij, B.A. a Struve, P.B.. Věchi (Milníky). [s.l.]: Pavel Mervart, 2003. ISBN 80-903047-8-8.